# ویلیم هرمن
ویلیم هرمن (کرواتی: Vilim Herman؛ زادهٔ ۱۹ ژانویهٔ ۱۹۴۹) سیاستمدار و وکیل اهل کرواسی است.